# Толі (повіт)
45°56′05″ пн. ш. 83°36′12″ сх. д. / 45.93482° пн. ш. 83.6032° сх. д.
Толі (кит. 托里县, пін. Tuōlĭ Xiàn, трансліт. Toli) — один із повітів КНР у складі префектури Тачен, СУАР. Адміністративний центр — містечко Толі.

## Географія
Повіт Толі лежить на висоті близько 1050 метрів над рівнем моря у межах гірського пасма Барлик.

### Клімат
Повіт знаходиться у зоні, котра характеризується кліматом пустель помірного поясу. Найтепліший місяць — липень із середньою температурою 21,3 °C. Найхолодніший місяць — січень, із середньою температурою -10,2 °С.
| Клімат повіту Толі      | Клімат повіту Толі | Клімат повіту Толі | Клімат повіту Толі | Клімат повіту Толі | Клімат повіту Толі | Клімат повіту Толі | Клімат повіту Толі | Клімат повіту Толі | Клімат повіту Толі | Клімат повіту Толі | Клімат повіту Толі | Клімат повіту Толі | Клімат повіту Толі |
| Показник                | Січ.               | Лют.               | Бер.               | Квіт.              | Трав.              | Черв.              | Лип.               | Серп.              | Вер.               | Жовт.              | Лист.              | Груд.              | Рік                |
| Середній максимум, °C   | −4                 | −2,4               | 3,3                | 13,8               | 20,2               | 25,1               | 27,2               | 26,4               | 21                 | 12,6               | 3,3                | −2,7               | 12                 |
| Середня температура, °C | −10,2              | −8,6               | −2,1               | 7,8                | 14,2               | 19,3               | 21,3               | 20,2               | 14,7               | 6,3                | −2,3               | −8,3               | 6                  |
| Середній мінімум, °C    | −14,7              | −13,3              | −6,4               | 2,8                | 8,9                | 13,9               | 16                 | 14,8               | 9,2                | 1,6                | −6,2               | −12,4              | 1,2                |
| Норма опадів, мм        | 7.6                | 6.8                | 9.2                | 18.4               | 34.8               | 35.8               | 44.4               | 29.6               | 21.3               | 14.5               | 12.4               | 10.2               | 245                |
| Вологість повітря, %    | 67                 | 66                 | 66                 | 51                 | 46                 | 44                 | 46                 | 42                 | 44                 | 57                 | 68                 | 69                 | 55.5               |
| ----------------------- | ------------------ | ------------------ | ------------------ | ------------------ | ------------------ | ------------------ | ------------------ | ------------------ | ------------------ | ------------------ | ------------------ | ------------------ | ------------------ |
| Джерело: data.cma.cn    |                    |                    |                    |                    |                    |                    |                    |                    |                    |                    |                    |                    |                    |